# Henry Percy northumberlandi gróf (1393–1455)
Henry Percy, Northumberland 2. grófja (Alnwick-vár, Northumberland, 1393. február 3. – Saint Albans, 1455. május 22.) a középkori Anglia egyik nagyhatalmú nemese volt, aki a rózsák háborújában a Lancaster-ház mellett kötelezte el magát. Az első Saint Albans-i csatában esett el, a helyszínen, az apátsági templomban temették el.

## Családja
Apja a Forrófejűnek nevezett Henry Percy, anyja Elizabeth Mortimer volt. Eleanor Percyt, Northumberland grófnőjét vette feleségül.

## Pályafutása
Apja 1403. július 21-én elesett a shrewsburyi csatában, így nagyapja, Henry de Percy, Northumberland 1. grófja mutatta be IV. Henrik angol királynak 1404 augusztusában Yorkban. 1405-ben nagyapjának Skóciába kellett menekülnie, és ő is ott talált menedéket. Nagyapja halála után a skótok fogságban tartották.
V. 1416. március 16-án visszaállították grófi címét és megörökölhette felmenői vagyonát. 1417 áprilisában kinevezték a keleti skót határvidék kormányzójának. Júliusban egy katonai kontingens élén elkísérte a királyt franciaországi hadjáratára, de hamarosan visszatért, mert a skótok októberben betörtek Angliába. A skótokat visszaverték, és Percy ismét Franciaországba utazott. 1421 júniusában ismét megkapta a kormányzói posztot, amely mellé békeidőben évi 2500, háború esetén 5000 font járt.
V. Henrik halála után, 1423-tól elsősorban diplomáciai és katonai teendőket látott el Skóciával összefüggésben. 1436 októberében elérte, hogy a skót csapatok felhagyjanak Roxburg ostromával. Viszonzásul élete végéig évi száz font juttatást kapott. 1437. november 12-én ismét kinevezték a királyi tanácsba, és továbbra is a skót ügyeket vitte. 1450. május 25-én az angol csapatok főparancsnoka lett, de szeptember 11-én Edmund Beaufort, Somerset hercege javára lemondott.
A következő években családjának a Neville-ekkel újra kiéleződő viszálya foglalta le. A két család ellenségeskedése végül a rózsák háborújának egyik kiváltó oka lett. Percy a király mellé állt Plantagenet Richárd yorki herceggel és az őt támogató Neville-ekkel szemben. 1455. május 23-án elesett az első Saint Albans-i csatában.